# Bandite di Scarlino
Les Bandite di Scarlino s'étendent sur une superficie de près de 6 000 ha, impliquant une partie des municipalités de Scarlino, Castiglione della Pescaia et Gavorrano dans la zone nord de la province de Grosseto en Toscane.

## Description
La zone à prédominance vallonnée forme l'appendice naturel des collines métallifères de Grosseto sur la rive nord-ouest de Poggio Ballone (it), s'étendant également vers la mer Tyrrhénienne, où elle forme le promontoire du même nom, surplombant le golfe de Follonica.
La hauteur maximale pouvant être atteinte dans la partie la plus intérieure est de 559 m d'altitude au sommet du Monte d'Alma (it), tandis que le long de la côte, le promontoire de Bandite di Scarlino atteint une altitude de 213 m d'altitude.

## Promontoire
Le promontoire de la Bandite di Scarlino s'élève immédiatement au sud du port de Puntone di Scarlino, formant un tronçon de côte principalement haute et rocheuse, entrecoupée de criques isolées. La crique la plus au sud, Cala Violina, a du sable blanc très fin, créant un scénario suggestif. La rive sud du promontoire descend vers la plaine du ruisseau Alma, juste au nord de Punta Ala.

## Arrière-pays
Dans l'arrière-pays, les Bandite di Scarlino s'élèvent le long de la rive nord-ouest du Poggio Ballone, atteignant quelques villages perchés sur le massif collinaire.
Il existe de nombreux sentiers qui peuvent être parcourus à pied, à vélo ou à cheval, le long desquels s'ouvrent des panoramas caractéristiques tant vers la mer que vers la plaine et la zone collinaire intérieure.

## Zone protégée
Les Marais et les Côtes de Scarlino constituent une zone naturelle protégée dans la province de Grosseto. Le marais de Scarlino est un site d'intérêt régional, inclus dans une petite mesure dans la réserve naturelle de Tomboli di Follonica et en grande partie inclus dans l'oasis de protection des marais et les Côtes de Scarlino. Le même territoire a été proposé comme site d'importance communautaire.